# 1241 هـ
1241 هـ هي سنة في التقويم الهجري امتدت مقابلةً في التقويم الميلادي بين سنتي 1825 و1826.

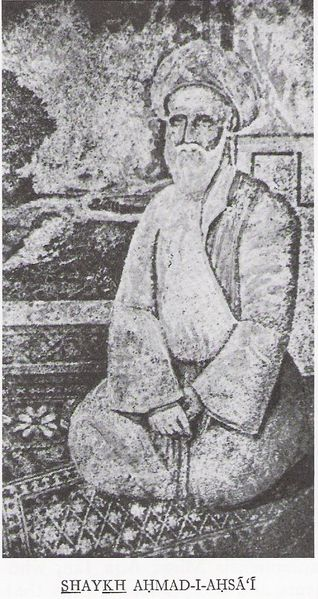
أحمد بن زين الدين الأحسائي

## أحداث
- الأمام تركي بن عبد الله يضم العيينة وحريملاء والدرعية والخرج ورماح وضرما وحرض وأبو جفان والمجمعة ووادي الدواسر وشقراء وساجر المذنب والدودامي والقويعية والرين وحلبان والحريق وحوطة بني تميم وليلى والسليل وحفر العتك وبريدة وعنيزة والرس ورياض الخبراء والأحساء والمزاحمية والتوضحية ويبرين والزلفي والقطيف والظهران والدمام والخبر والجبيل وحفر الباطن والعقير تحت حكمه.

## مواليد
- فرانتس فبكه

## وفيات
- أحمد بن زين الدين الأحسائي
- أحمد بن محمد الصاوي
- مصطفى راقم أفندي
- يوسف بن عبد الجليل الخضري
- مصطفى الراقم